# Panerai
Officine Panerai, mais conhecida por Panerai, é uma empresa italiana fabricante de relógios de pulso de luxo, fundada em Florença em 1860. Os relógios são fabricados em Neuchâtel na Suíça. É atualmente detida pela Richemont.